# Gigantophis
Gigantophis es un género extinto de serpientes que incluye una única especie, Gigantophis garstini, que significa "serpiente gigante de Garstin". Gigantophis vivió hace aproximadamente 40 millones de años en el sur del actual Sahara, en donde ahora se sitúan Egipto y Argelia.

## Descripción

### Tamaño
Como indica su nombre, ésta era una serpiente de tamaño muy grande, la segunda serpiente más grande de todos los tiempos entre las conocidas, solo superada por Titanoboa cerrejonensis. Jason Head, del Instituto Smithsoniano en Washington D. C., ha comparado las vértebras fósiles de Gigantophis con las de las serpientes modernas, concluyendo que esta serpiente extinta podía crecer hasta una longitud de entre 9 metros a 10 metros y un peso aproximado de 700 kg. De ser así, habría sido hasta un 10 por ciento más larga que las especies mayores de la actualidad, la anaconda verde y la pitón reticulada.
Estimaciones posteriores, basadas en ecuaciones alométricas extrapoladas a partir de los procesos articulares de las vértebras de la cola referidas a Gigantophis, junto con una descripción llevaron a  una revisión de la longitud de Gigantophis a un tamaño algo menor, de 6.9 ± 0.3 metros.

## Descubrimiento
La especie es conocida solo por un pequeño número de fósiles, principalmente vértebras.
Su descubrimiento fue publicado en 1901 por el paleontólogo Charles William Andrews, quien lo describió, estimó que su longitud era de aproximadamente 30 pies y lo nombró garstini en honor a Sir William Garstin, KCMG, el Subsecretario de Estado para Obras Públicas en Egipto.